# Saint-Amand (Creuse)
Saint-Amand – miejscowość i gmina we Francji, w regionie Nowa Akwitania, w departamencie Creuse.
Według danych na rok 1990 gminę zamieszkiwały 534 osoby, a gęstość zaludnienia wynosiła 66 osób/km² (wśród 747 gmin Limousin Saint-Amand plasuje się na 241. miejscu pod względem liczby ludności, natomiast pod względem powierzchni na miejscu 594.).